# Psyllaephagus basileus
Psyllaephagus basileus är en stekelart som beskrevs av Edgar F. Riek 1962. Psyllaephagus basileus ingår i släktet Psyllaephagus och familjen sköldlussteklar. Inga underarter finns listade i Catalogue of Life.